# Gazomka
Gazomka [pronunciación en polaco: /ɡaˈzɔmka/] es un pueblo ubicado en el distrito administrativo de Gmina Moszczenica, dentro del condado de Piotrków, Voivodato de Łódź, en el centro de Polonia. Se encuentra a unos 5 kilómetros al sureste de Moszczenica, a 9 kilómetros al noreste de Piotrków Trybunalski, y a 41 kilómetros al sureste de la capital regional Łódź.